# Idit Silman

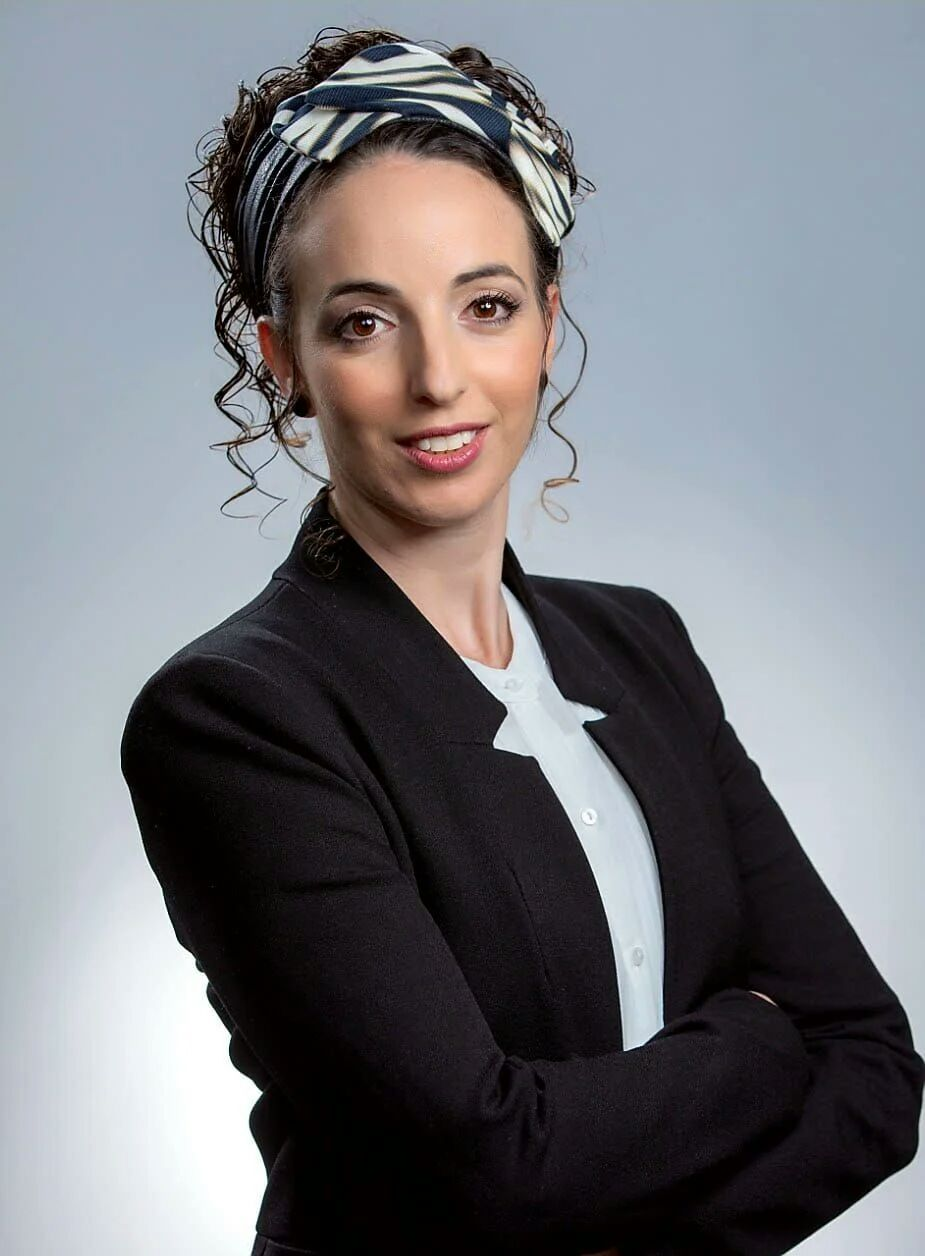
Idit Silman (2019)

Idit Silman (hebräisch עִידִּית סִילְמָן ʿIdit Silman; geboren am 27. Oktober 1980 in Rechovot) ist eine israelische Politikerin (bis 2022: Jamina; seit Ende 2022 für Likud).

## Biografie
Silman erwarb am Wingate-Institut den Bachelor-Grad in Biowissenschaften und Sport sowie am Peres Academic Center den Betriebswirtschaftsgrad (Master of Business Administration). Sie wohnt in Rechovot und ist Marketingmanagerin von Clalit Health Services, der größten von vier staatlichen Gesundheitsorganisationen in Israel, die landesweit Krankenhäuser, Rehakliniken, Zahnarztpraxen und Apotheken betreibt. Silman leitete die Ortsgruppe Rechovot der nationalreligiösen karitativen Frauenorganisation Emunah und gründete Misdar Hadar, eine Organisation, die sich dafür einsetzt, dass die Leichname der im Gazastreifen 2014 getöteten IDF-Soldaten Hadar Goldin and Oron Shaul von der Hamas an den Staat Israel übergeben werden.
Sie gehörte als Abgeordnete von HaBajit haJehudi in dem Bündnis Union der rechten Parteien 2019 der 19. Knesset an. Gegenüber Arutz Sheva erklärte sie in einem Interview vor der Wahl, den Werten des Religiösen Zionismus verpflichtet zu sein.
Bei der Parlamentswahl in Israel 2021 trat Silman für die Jamina an und wurde Mehrheitsführerin der Regierungskoalition in der 24. Knesset. Am 6. April 2022 erklärte Silman ihren Rücktritt, mit der Begründung, sie könne nicht länger mittragen, dass die jüdische Identität des Staates Israel beschädigt werde. Der damalige Oppositionsführer Benjamin Netanjahu begrüßte ihren Schritt, von dem Premierminister Naftali Bennett vorab nicht informiert worden war. Damit verlor das Kabinett Bennett-Lapid überraschend seine knappe Mehrheit. Seit dem 29. Dezember 2022 ist Silman Umweltministerin im Kabinett Netanjahu VI. Im September 2023 hat sie ein Abkommen mit den USA hinsichtlich einer Zusammenarbeit in Umweltfragen unterzeichnet. Im November 2024 vertrat sie Israel an der UN-Klimakonferenz COP 29 in Baku, Azerbaijan.
Silman ist verheiratet und hat drei Kinder.

## Politische Positionen
Idit Silman hatte eine Auseinandersetzung mit dem Gesundheitsminister Nitzan Horowitz über die Erlaubnis für Patienten und Besucher, während der Pessach-Feiertage Gesäuertes (Chametz) in Krankenhäuser zu bringen. Die von Horowitz veröffentlichten Richtlinien setzten allerdings ein Urteil des Obersten Gerichtshofs vom Januar 2021 um. Ende März 2022 kritisierte Silman einen Kompromiss, der nicht-orthodoxen jüdischen Strömungen mehr Präsenz an der Westmauer ermöglicht hätte. Sie verteidigte den Status quo. Im März 2025 sah Silman als einzige Lösung für den Krieg in Gaza, die Aussiedlung der in Gaza ansässigen Bevölkerung und dort israelische Siedlungen zu bauen.
Anfang Juli 2025 gehörte Silman zu den Unterzeichnern eines Briefes an Ministerpräsident Netanjahu, in dem 14 Minister der Likud-Partei sowie Knesset-Sprecher Amir Ohana die sofortige Annexion des Westjordanlandes forderten.